# 野津幌川
野津幌川（のっぽろがわ）は、北海道の石狩平野を流れる川で、石狩川水系厚別川支流の一級河川である。野津幌の名はアイヌ語で「野の中を流れる川」を意味する「ヌプ・オル・オ・ペツ」か、「濁った所」を意味する「ヌプル・オッ」に由来する。

## 流路
北海道北広島市北西部の種苗管理センターの北、千歳線の南から流れ出て、千歳線の南を北北西ないし北西に向かって流れる。札幌市厚別区との境界で大曲川を合わせ、北に向かう。そのまま札幌市の東端を北に流れて小野津幌川を合わせる。江別市の西部に入り、そこで厚別川に合流する。流域は大曲川との合流点近くまでが緩い丘陵地で、それより下流が低地である。中流部は札幌市街の縁辺にあたる住宅地として開発が進んでいる。

## 流域の自治体
北海道
北広島市、札幌市厚別区、江別市

## 歴史
20世紀の前半まで、豊平川に直接注いでいた。下流は低地で、水はけの悪い泥炭地であった。長く農地にされず、20世紀後半に札幌市の人口が拡大するに及び、住宅地として開発が望まれるにいたった。軟弱な地盤の上に堤防を作る際に、長い年月と労力が費やされ、完成した堤防の4倍の量の土が投入された。それだけの量が湿地に沈みこんだのである。

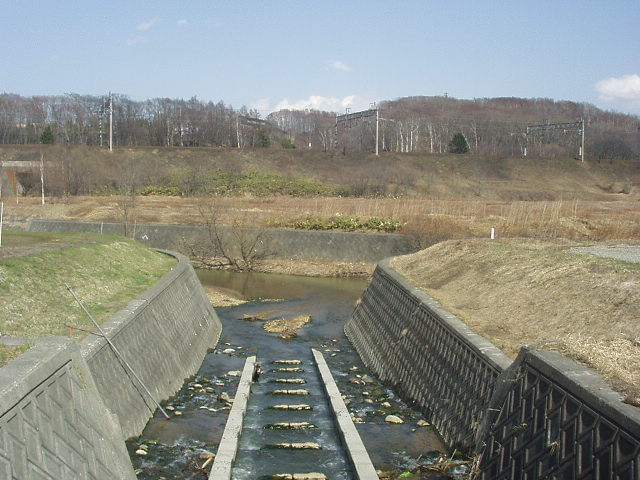
手前が大曲川。右から左に野津幌川。正面の堤は千歳線 (2004年4月)

## 支流
- 大曲川 - 札幌市清田区と北広島市との境界を流れる河川。流路は野津幌川の合流点上流より長い。大曲川とは、この川を渡るかつての国道36号が大きく曲がっていたことから付けられた。川自身はあまり蛇行していない。
- 小野津幌川

## 橋梁
- 立花4号橋
- 山根橋
- （千歳線）
- 厚別東通橋 - 厚別東通
- たちばな橋 - 国道274号、西の里共栄通
- 月見橋
- 青葉通橋 - 厚別青葉通
- 小林橋
- 紅青橋
- もみじ橋 - 南郷通
- 原始林橋 - 原始林通
- 野津幌川橋 - 国道12号、札幌江別通
- 水恋橋 - 厚別東通
- （函館本線）
- 野津幌川橋 - 北海道道864号大麻東雁来線、北13条北郷通
- 厚幌橋 - 厚別通
- 9号橋 - 北海道道626号東雁来江別線、15丁目通
- 野津幌川7号橋 - 13丁目通
- （道央自動車道）